# Risto Mattila
Risto Mattila (ur. 4 lutego 1981 w Kannus) – fiński snowboardzista, mistrz świata.

## Kariera
Po raz pierwszy na arenie międzynarodowej pokazał się 27 listopada 1999 roku w Ruka, gdzie podczas zawodów FIS Race zajął 25. miejsce w half-pipie. W 2000 roku wystartował na mistrzostwach świata juniorów w Berchtesgaden, gdzie był czternasty w tej konkurencji. Na rozgrywanych rok później mistrzostwach świata juniorów w Nassfeld był siódmy.
W zawodach Pucharu Świata zadebiutował 16 marca 2001 roku w Ruka, zajmując dziesiąte miejsce w halfpipie. Tym samym już w swoim debiucie wywalczył pierwsze pucharowe punkty. Na podium zawodów tego cyklu po raz pierwszy stanął 19 listopada 2001 roku w Tignes, kończąc rywalizację w tej konkurencji na trzeciej pozycji. W zawodach tych wyprzedzili go jedynie jego rodak, Markku Koski i Íker Fernández z Hiszpanii. Łącznie 20 razy stawał na podium zawodów PŚ, odnosząc przy tym dziewięć zwycięstw: 4 w halfpipie i pięć w big air. Najlepsze wyniki osiągnął w sezonie 2005/2006, kiedy to zajął 36. miejsce w klasyfikacji generalnej. Ponadto w sezonie 2003/2004 triumfował w klasyfikacji halfpipe’a.
Jego największym sukcesem jest złoty medal w Big air wywalczony na mistrzostwach świata w Kreischbergu w 2003 roku. Pokonał tam Simona Axa ze Szwecji i kolejnego Fina, Anttiego Auttigo. Był też między innymi piąty w tej konkurencji podczas mistrzostw świata w Whistler w 2005 roku i mistrzostw świata w Arosie  dwa lata później. W 2002 roku wystartował na igrzyskach olimpijskich w Salt Lake City, gdzie był szesnasty w halfpipie. Brał też udział w igrzyskach w Turynie, gdzie rywalizację w tej konkurencji ukończył na dziesiątej pozycji.
W 2012 roku zakończył karierę.

## Osiągnięcia

### Igrzyska olimpijskie
| Miejsce | Dzień     | Rok  | Miejscowość    | Konkurencja | Zwycięzca   |
| ------- | --------- | ---- | -------------- | ----------- | ----------- |
| 16.     | 11 lutego | 2002 | Salt Lake City | Halfpipe    | Ross Powers |
| 10.     | 12 lutego | 2006 | Turyn          | Halfpipe    | Shaun White |

### Mistrzostwa świata
| Miejsce | Dzień       | Rok  | Miejscowość | Konkurencja | Zwycięzca      |
| ------- | ----------- | ---- | ----------- | ----------- | -------------- |
| 7.      | 17 stycznia | 2003 | Kreischberg | Halfpipe    | Markus Keller  |
| 1.      | 18 stycznia | 2003 | Kreischberg | Big air     | -              |
| 5.      | 21 stycznia | 2005 | Whistler    | Big air     | Antti Autti    |
| 17.     | 22 stycznia | 2005 | Whistler    | Halfpipe    | Antti Autti    |
| 5.      | 19 stycznia | 2007 | Arosa       | Big air     | Mathieu Crepel |
| 15.     | 23 stycznia | 2009 | Gangwon     | Halfpipe    | Ryō Aono       |
| 47.     | 24 stycznia | 2009 | Gangwon     | Big air     | Markku Koski   |

### Puchar Świata

#### Miejsca w klasyfikacji generalnej
- sezon 2001/2002: -
- sezon 2002/2003: -
- sezon 2003/2004: -
- sezon 2004/2005: -
- sezon 2005/2006: 36.
- sezon 2006/2007: 81.
- sezon 2007/2008: 66.
- sezon 2008/2009: 121.
- sezon 2009/2010: 264.
  - AFU[1]
- sezon 2010/2011: 168.
- sezon 2011/2012: 479.

#### Miejsca na podium
1. Tignes – 19 listopada 2001 (halfpipe) – 3. miejsce
2. Whistler – 11 grudnia 2001 (Big air) – 2. miejsce
3. L’Alpe d’Huez – 13 stycznia 2002 (halfpipe) – 3. miejsce
4. Tandådalen – 22 marca 2002 (halfpipe) – 3. miejsce
5. Stoneham – 21 grudnia 2002 (Big air) – 1. miejsce
6. Valle Nevado – 13 września 2003 (halfpipe) – 2. miejsce
7. Tandådalen – 5 grudnia 2003 (halfpipe) – 2. miejsce
8. Tandådalen – 6 grudnia 2003 (Big air) – 1. miejsce
9. Kreischberg – 23 stycznia 2004 (halfpipe) – 1. miejsce
10. Kreischberg – 24 stycznia 2004 (halfpipe) – 1. miejsce
11. Sapporo – 22 lutego 2004 (halfpipe) – 2. miejsce
12. Bardonecchia – 12 marca 2004 (halfpipe) – 1. miejsce
13. Turyn – 13 marca 2004 (Big air) – 3. miejsce
14. Klagenfurt – 18 grudnia 2004 (Big air) – 1. miejsce
15. Bardonecchia – 10 lutego 2005 (halfpipe) – 2. miejsce
16. Bardonecchia – 11 lutego 2005 (halfpipe) – 1. miejsce
17. Turyn – 12 lutego 2005 (Big air) – 1. miejsce
18. Rotterdam – 9 października 2005 (Big air) – 1. miejsce
19. Sztokholm – 11 listopada 2006 (Big air) – 3. miejsce
20. Sztokholm – 17 listopada 2007 (Big air) – 2. miejsce

- W sumie 9 zwycięstw, 6 drugich i 5 trzecich miejsc.